# Xã Rockwell, Quận Norman, Minnesota
Xã Rockwell (tiếng Anh: Rockwell Township) là một xã thuộc quận Norman, tiểu bang Minnesota, Hoa Kỳ. Năm 2010, dân số của xã này là 61 người.